# Расизаде, Али Шамилевич
Али́ Шами́левич Расизаде́ (англ. Alec Rasizade, азерб. Əli Şamil oğlu Rasizadə, род. 21 мая 1947, Нахичевань) — советский и американский историк, доктор исторических наук, профессор. В СССР специализировался по истории США, преподавал всемирную историю XX века. После эмиграции в США — советолог, автор более 200 публикаций по современной истории России, Кавказа и Средней Азии после распада Советского Союза. Получил известность по одноимённому алгоритму, в котором выявил, описал и сформулировал типологию поэтапной последовательности неизбежных явлений в закономерном процессе обнищания, деградации и падения жизненного уровня государств, благосостояние которых зависит от экспорта сырьевых ресурсов.

## Научная деятельность
В 1969 году окончил с отличием исторический факультет Азербайджанского государственного университета в Баку. В 1970—1974 годах учился в аспирантуре исторического факультета Московского государственного университета по кафедре новой и новейшей истории, где и защитил кандидатскую диссертацию по истории США. В 1974—1980 годах преподавал новую и новейшую историю стран Европы и Америки на историческом факультете Азербайджанского государственного университета в Баку сначала в звании доцента, а затем и профессора кафедры всеобщей истории. С 1981 года работал старшим научным сотрудником Академии наук Азербайджана, откуда был отправлен в 1985 году в докторантуру при Институте востоковедения АН СССР в Москве, где в 1990 году защитил диссертацию на учёную степень доктора исторических наук.
После распада Советского Союза в 1991 году эмигрировал в США как приглашённый профессор истории Южно-Флоридского университета в городе Тампа, где читал курс лекций о Перестройке и распаде СССР. Ввиду тогдашней популярности этой темы, в 1990-е годы читал курс лекций о Перестройке и в других американских университетах по программе Фулбрайта. В 1995 году Колумбийский университет в Нью-Йорке присвоил ему докторскую степень по совокупности курса лекций о Перестройке и развале СССР. В 1996—2000 годах работал в Институте Гарримана (по изучению СССР) того же университета над исследованием особенностей развития (и деградации) постсоветских государств Закавказья и Средней Азии. В 2000 году был приглашён в Центр стратегических и международных исследований в Вашингтоне, где проработал до 2004 года. С 2004 по 2013 год (до выхода на пенсию) работал в Центре исторических исследований при Национальной академии наук США, где были написаны его наиболее значительные научные труды.

## Основные труды

Одна из его книг (Лондон 2004)

Теоретический вклад Расизаде в советологию сводится к четырём основным категориям: Каспийский нефтяной бум, исторические закономерности развития России, Кавказа и Средней Азии. Выводы, сделанные в его исследованиях по каждой из этих категорий, можно суммировать в следующих тезисах:
1) Исходя из реальных данных о запасах каспийской нефти после 100 лет её добычи, он совершенно точно предсказал конец второго бакинского нефтяного бума 2005—2014 годов со всеми вытекающими экономическими последствиями, вопреки царившей в то время эйфории в политических и академических кругах Запада, основанной на раздутых азербайджанским правительством и международным нефтяным консорциумом прогнозах.
2) Обобщая развитие событий в России после распада СССР, он писал, что приход к власти Путина был исторически закономерен как воплощение сформулированной Марксом теории бонапартизма, когда доведённое революционными изменениями до беспредела общество приводит к власти диктатора, способного твёрдой рукой обеспечить порядок, законность и легитимизацию нелегально обретённой собственности. Далее, он считает распад СССР всего лишь первым этапом распада многонациональной империи, вслед за которым произойдёт и развал Российской Федерации, повторив историческую судьбу остальных многонациональных государств.
3) Азербайджан, по его мнению, будучи классическим петрогосударством, обречён вернуться по окончании нефтяного бума на своё исторически законное и экономически естественное место среди мусульманских стран третьего мира, как предопределено его общественно-политическим строем, национальной идеологией, врождённой коррупцией, исламской культурой, традициями и образом жизни, а также отсутствием индустриальной базы и технических навыков. Таким образом, бакинский нефтяной бум был всего лишь отклонением от исторически закономерного пути этой страны из коммунистического государства в страну третьего мира.
4) Относительно Средней Азии главным аргументом в его публикациях проходит рекомендация правительству США отказаться от попыток навязать этим странам государственное устройство на принципах европейской демократии, так как демократия в мусульманских странах неизбежно ведёт к победе исламофашизма, как показало вмешательство США в других странах исламского мира. Вместо военной интервенции и навязывания демократии, Расизаде рекомендует поддерживать местных проамериканских тиранов, способных обеспечивать порядок в своих странах и мир в регионе жёсткими методами самих же исламистов.

## Алгоритм Расизаде
Наиболее известной научной теорией Расизаде является одноимённый алгоритм поэтапного падения жизненного уровня в странах, благосостояние которых зависит от экспорта сырьевых ресурсов, изложенный им в публикации 2008 года на пике мировых цен нефти, когда ничто не предвещало их обвала. До этого эффект постоянно растущих цен нефти описывался в теории т. н. голландской болезни 1977 года, которая, однако, не описывала экономические последствия падения цен для нефтедобывающих стран. Именно это и произошло в конце 2008 года, когда цена нефти на мировом рынке упала со 146 до 32 долларов за бочку со всеми вытекающими для этих стран последствиями. Появление статьи Расизаде было настолько своевременным, что в научной литературе была подхвачена сформулированная им типологическая модель наблюдаемой в реальном времени цепной реакции неизбежных явлений, ведущих к обнищанию и деградации таких стран.
Алгоритм Расизаде схематично выглядит как цепь событий, где одно явление неизбежно влечёт за собою другое по принципу домино: падение нефтедобычи или цены нефти и газа > синхронное падение притока в казну нефтедолларов > девальвация местной валюты > обвал доходов и расходов госбюджета в долларовом исчислении > сокращение штатов и учреждений госаппарата > падение покупательной способности населения > снижение цен на продукты, товары, услуги и недвижимость в долларовом эквиваленте > сокращение импорта и таможенных сборов > повальные увольнения и банкротства в частном секторе > сжимание налоговой базы > дальнейшее урезание зарплат бюджетников и социальных пособий > массовая безработица и обнищание населения > нарастание недовольства народа, элиты и силовых структур > смена режима с перераспределением собственности > повторение всего цикла до окончательного падения данного государства на его исторически законное и экономически закономерное место среди стран третьего мира. Далее происходит постепенная социально-экономическая и культурно-политическая энтропия (приспособление) этого государства к уровню жизни третьего мира, и в таком устойчивом состоянии оно может существовать бесконечно долго (как видно из истории таких стран).

## Избранные публикации
(Полный список опубликованных научных трудов, исследований, лекций, докладов, статей и эссе А.Ш.Расизаде приведён в азербайджанской Википедии).
- Putin’s mission in the Russian Thermidor. = Welt Trends: Zeitschrift für internationale Politik (Potsdam), May-June 2008, number 60, pages 53–60.
- Na Afghanistan het nieuwe Grote Spel in Centraal-Azië (translated into Dutch by G.J.Telkamp). = Internationale Spectator (The Hague: Netherlands Institute of International Relations), October 2002, volume 56, number 10, pages 494-500.
- Dictators, Islamists, big powers and ordinary people: the new ‘great game’ in Central Asia. = Internationale Politik und Gesellschaft (Bonn: F.Ebert Stiftung), July 2002, number 3, pages 90-106.
- A propos of the Georgian war: reflections on Russia's revanchism in its near abroad. = Journal of Balkan and Near Eastern Studies (London: Taylor & Francis), March 2009, volume 11, number 1, pages 9-27.
- Azerbaijan descending into the Third World after a decade of independence. = Comparative Studies of South Asia, Africa and the Middle East (Duke University Press), 2002 double issue, volume 22, numbers 1-2, pages 127—139.
- Putin’s place in Russian history. = International Politics (London: Palgrave-Macmillan), September 2008, volume 45, number 5, pages 531-553.
- Entering the old ‘great game’ in Central Asia. = Orbis (Philadelphia: Pergamon Press for Foreign Policy Research Institute), Winter 2003, volume 47, number 1, pages 41-58.
- Putin’s mission in the Russian Thermidor. = Communist and Post-Communist Studies (Amsterdam: Elsevier publishers for the University of California), March 2008, volume 41, number 1, pages 1-25.
- L'imbroglio du Karabakh: une perspective azérie (translated into French by B.Eisenbaum). = Les Cahiers de l'Orient (Paris), Hiver 2011, numéro 101, pages 83–95.
- Azerbaijan after a decade of independence: less oil, more graft and poverty. = Central Asian Survey (London: Taylor & Francis), December 2002, volume 21, number 4, pages 349-370.
- The mythology of munificent Caspian bonanza and its concomitant pipeline geopolitics. = Central Asian Survey (London: Taylor & Francis), March 2002, volume 21, number 1, pages 37-54.
- Azerbaijan in transition to the new age of democracy. = Communist and Post-Communist Studies (Los Angeles), September 2003, volume 36, number 3, pages 345—372.
- Azerbaijan's prospects in Nagorno-Karabakh. = Journal of Balkan and Near Eastern Studies (London: Taylor & Francis), June 2011, volume 13, number 2, pages 215-231.
- Azerbaijan after Heydar Aliev. = Nationalities Papers (London: Taylor & Francis), March 2004, volume 32, number 1, pages 137-164.
- Azerbaijan's prospects in Nagorno-Karabakh with the end of oil boom. = Iran and the Caucasus (Leiden: Brill), 2011 double issue, volume 15, numbers 1-2, pages 299-317.
- The great game of Caspian energy: ambitions and the reality. = Journal of Southern Europe and the Balkans (London: Taylor & Francis), April 2005, volume 7, number 1, pages 1-17.
- Azerbaijan's prospects in Nagorno-Karabakh. = Mediterranean Quarterly (Duke University Press), Summer 2011, volume 22, number 3, pages 72-94.
- Mythology of the munificent Caspian bonanza and its concomitant pipeline geopolitics. = Comparative Studies of South Asia, Africa and the Middle East (Duke University Press), 2000 double issue, volume 20, numbers 1-2, pages 138–152.
- Türkiye açısından Truman Doktrini ve Stalin diplomasisinin hataları (translated into Turkish by M.Ahmedov). = Belleten (Ankara: Türk Tarih Kurumu), April 1991, volume 55, number 212, pages 239-255.
- The new ‘great game’ in Central Asia after Afghanistan. = Alternatives: Turkish Journal of International Relations (Istanbul), Summer 2002, volume 1, number 2, pages 125–134.
- Book review: Let Our Fame be Great, by Oliver Bullough (London: Penguin Books, 2011, 512 pages). = Debatte: Journal of Contemporary Central and Eastern Europe (London: Taylor & Francis), December 2011, volume 19, issue 3, pages 689-692.

## Внешние ссылки
- Беседа с А.Ш.Расизаде (часть первая). = The Russian Question, 26.IV.2023.
- Беседа с А.Ш.Расизаде (часть вторая). = The Russian Question, 25.IV.2023.
- Worldcat author catalogue listing: Alec Rasizade.
- Google Scholar cross reference citation of A.Rasizade's works.
- A collection of his publications and citations at Research Gate.
- Academic studies by A.Rasizade published in JSTOR journals.
- A selection of his most popular articles from the Free Library archive.
- Works of Alec Rasizade published by Duke University Press.
- Works of A.Rasizade published by Taylor & Francis (London).
- A.Rasizade’s publications mentioned in Google Books.